# Чорпіта Наталя Тихонівна
Ната́ля Чорпі́та (нар. 3 липня 1958, Львів) — українська перекладачка

## Життєпис
Навчалась у львівській середній школі № 4, яку закінчила в 1975 році з золотою медаллю. Опісля школи — навчання на філологічному факультеті (відділення слов'янської філології) Львівського національного університету імені Івана Франка. Студії закінчила в 1980 році.
У 1982—1985 роках навчалася в аспірантурі кафедри слов'янської філології Львівського національного університету ім. Івана Франка.
Після закінчення навчання працювала викладачем російської, а згодом ― української мови як іноземної, технічним редактором. Останні роки працює за основним фахом: викладає сербську мову у Військовому інституті Національного університету «Львівська політехніка». З 2003 року співпрацює з львівськими видавництвами «Кальварія» та «Піраміда».
Від 2001 року — член Національної спілки письменників України. Останнім часом працює редактором. Перекладає з усіх слов'янських мов і англійської. Мешкає у Львові.

### Переклади з сербської
- Момо Капор «Облудники» (Львів: Класика, 1998)
- Мілорад Павич «Остання любов у Царгороді» (Львів: Класика, 1999; Харків: Фоліо, 2007)
- «Антологія сербської постмодерної фантастики» (Львів: ЛА Піраміда, 2007) у співпраці з іншими перекладачами
- Горан Петрович «Острів та інші видіння»(Харків: Фоліо, 2007) у співпраці з іншими перекладачами
- Мілорад Павич «Еротичні історії» (Харків: Фоліо, 2007)
- Звонко Каранович «Чотири стіни і місто» (Київ: Факт, 2009)

### Переклади з польської
- Анджей Стасюк «Дев'ять» (Львів: Класика, 2001)
- Мірослав Нагач «Вісім Чотири» (Львів: Кальварія, 2004)
- Войцех Кучок «Гівнюк» (Львів: Кальварія, 2006)

### Переклади з хорватської
- «Хорватська мозаїка» (Харків: Фоліо, 2006) у співпраці з іншими перекладачами

### Переклади з верхньолужицької
- Антологія верхньолужицький письменників «Дивна любов» (Київ: Дніпро, 1984) у співпраці з іншими перекладачами